# 前双井镇
前双井镇，是中华人民共和国辽宁省铁岭市昌图县下辖的一个乡镇级行政单位。

## 行政区划
前双井镇下辖以下地区：
前双井社区、丰收村、王家村、四棵村、孙家村、巨龙村、甘井子村、双井子村、烧饼村、吕家村、沿河村、郭牛村和国家村。